# Scrophularia
- Commons
- Wikispecies

Scrophularia L. (ou escrofulária) é um género botânico pertencente à família Scrophulariaceae. Um pouco de etimologia e História, o termo em latim científico, Scrophularia foi criado pelo Carolus Linnaeus (1707-1778) e tem origem do latim médico scrophula, scrofula, latim scrofulae em plural, cujo significado é escrófula, tumefação dos gânglios linfáticos, acreditava-se que os porcos transmitiam esta doença, pela semelhança com os tumores ganglionares dos porcos, a doença escrófula era tratada com as raízes da escrofulária . Na homeopatia, o unguento de escrofulária pode ser usado para tratar hemorroidas.

## Sinonímia
- Mosheovia Eig

## Espécies
| - Scrophularia atrata - Scrophularia auriculata - Scrophularia californica - Scrophularia canina - Scrophularia desertorum - Scrophularia grandiflora - Scrophularia laevis - Scrophularia lanceolata - Scrophularia macrantha | - Scrophularia marilandica - Scrophularia minutiflora - Scrophularia montana - Scrophularia nodosa (Planta Medicinal) - Scrophularia oregana - Scrophularia parviflora - Scrophularia peregrina - Scrophularia umbrosa - Scrophularia villosa |

- «Lista completa»

## Classificação do gênero
| Sistema | Classificação                        | Referência               |
| ------- | ------------------------------------ | ------------------------ |
| Linné   | Classe Didynamia, ordem Angiospermia | Species plantarum (1753) |